# Thiên Vương Cổ Sát

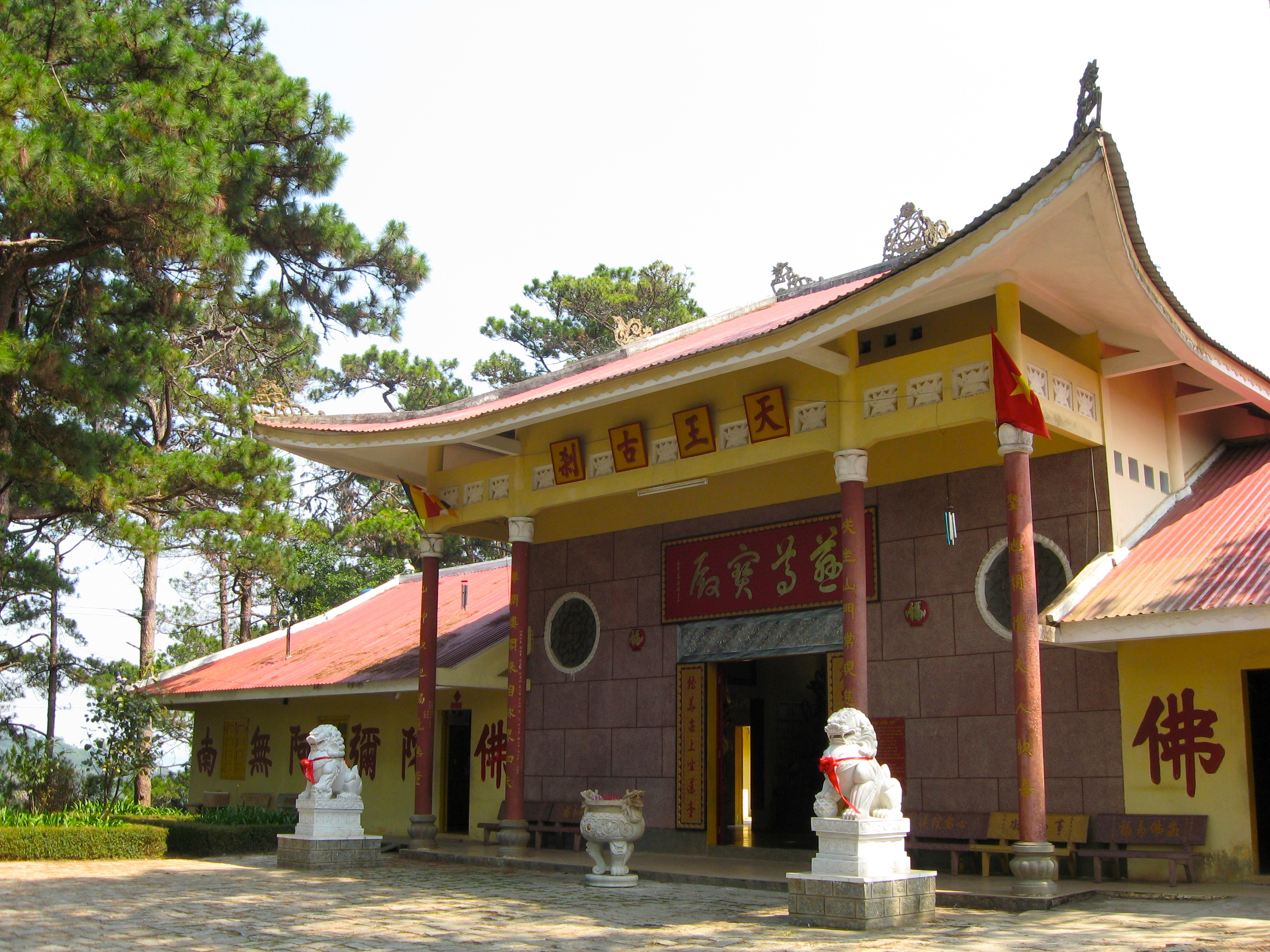
Thiên Vương Cổ Sát

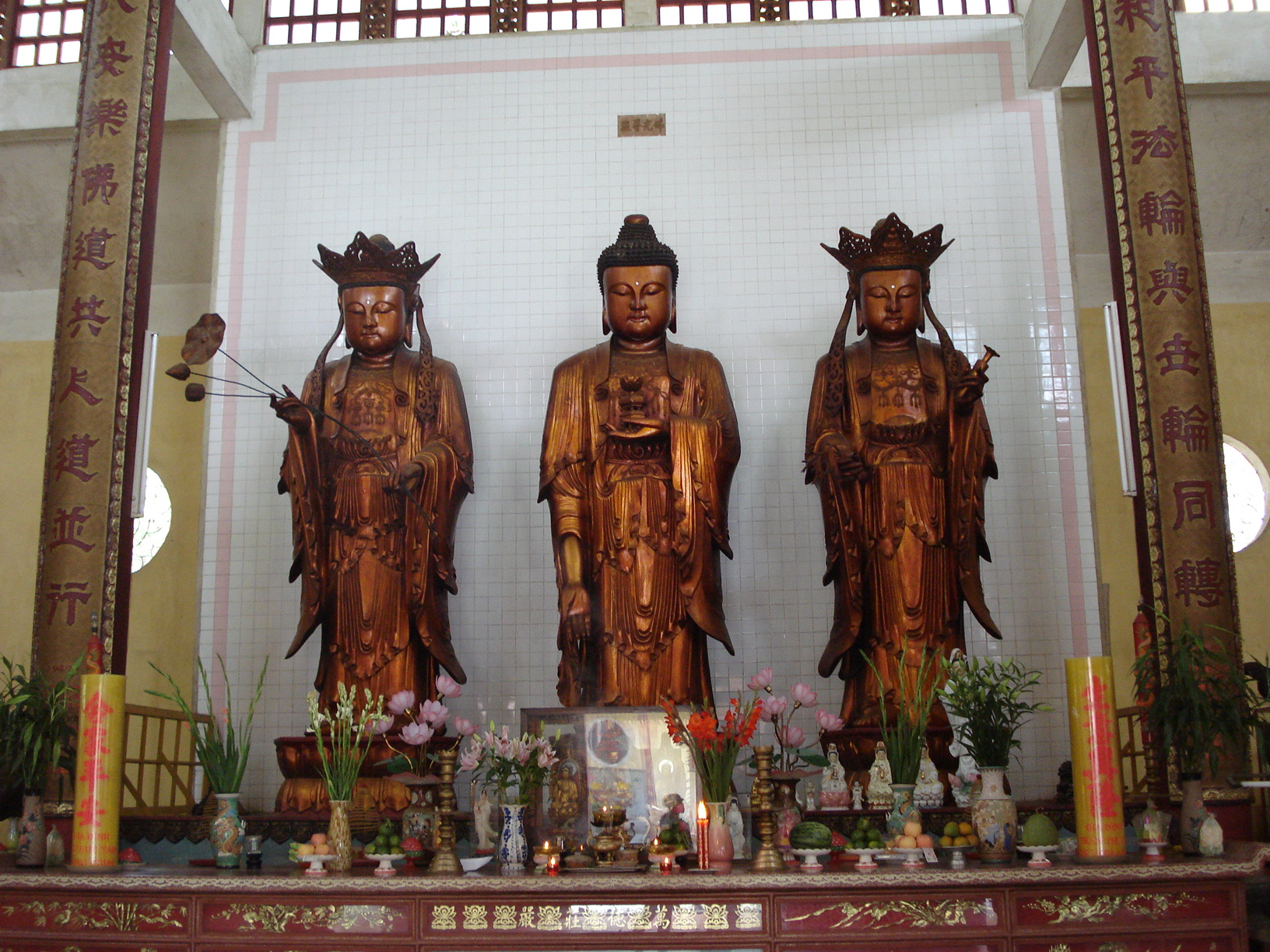
Tượng Tam Thế Phật bằng trầm hương

Thiên Vương cổ sát (chữ Hán: 天王古剎) hay còn gọi là chùa Phật Trầm hay chùa Tàu là một ngôi chùa tọa lạc trên đồi Rồng, tại số 385 đường Khe Sanh, cách trung tâm thành phố Đà Lạt 5 km về hướng Đông Bắc. 

## Lịch sử
Chùa được Hòa thượng Thọ Dã thuộc Hội quán Triều Châu xây dựng năm 1958 gồm 3 gian nhà bằng gỗ lợp tôn. Năm 1989, ông Lê Văn Cảnh đã đứng ra trùng tu xây dựng. Lúc này ngôi nhà giữa đã được tháo dỡ nhằm tạo không gian thông thoáng cho hai tòa nhà còn lại. Chùa Thiên Vương Cổ Sát thuộc dòng Hoa Nghiêm tông (Trung Quốc).

## Miêu tả

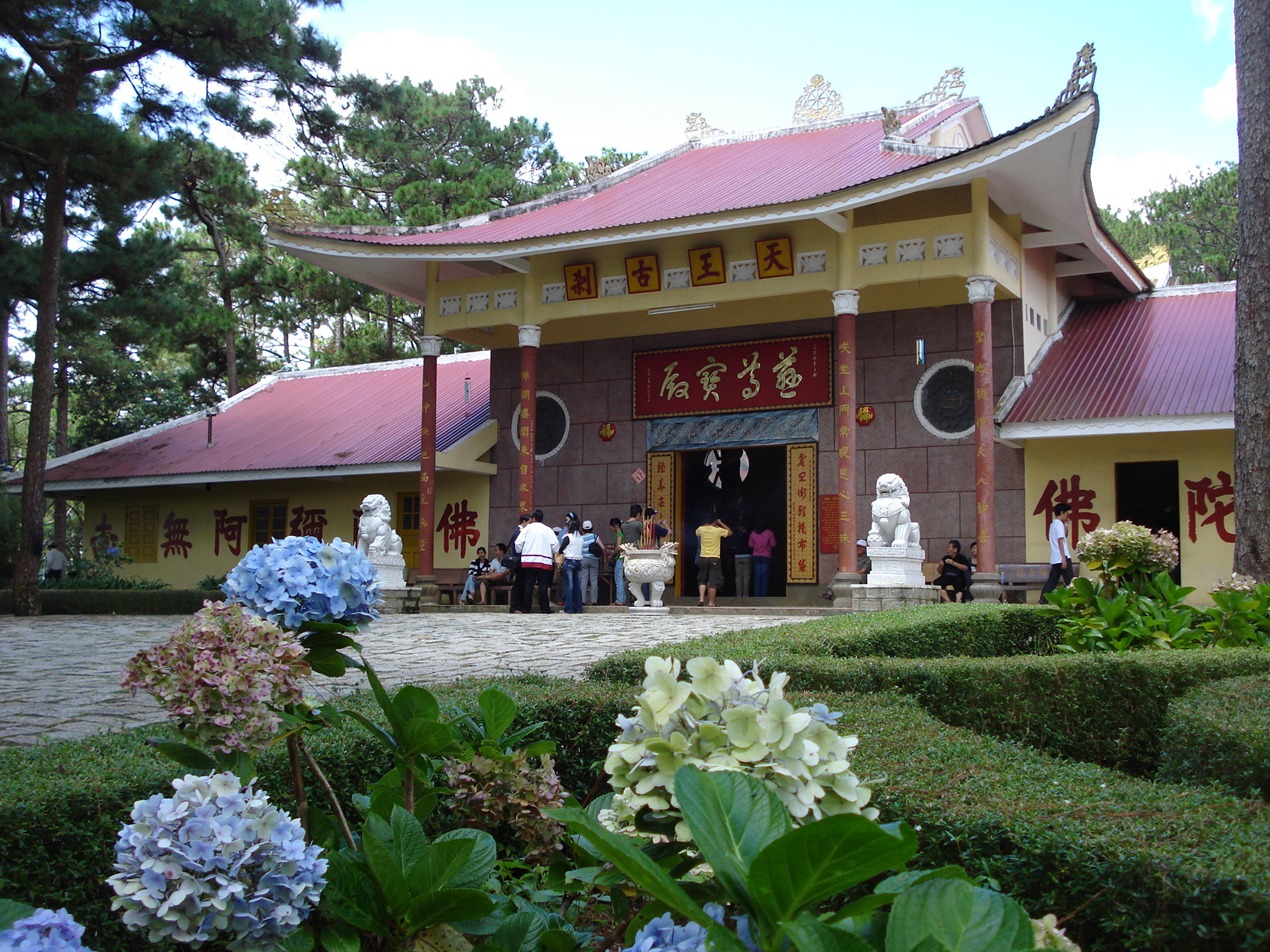
Quang Minh Bảo Điện trong chùa Thiên Vương Cổ Sát

Từ cổng chính sau khi leo lên các bậc tam cấp khá cao của chùa và gần như xe không thể lên được. Du khách đi bộ lên cổng Tam Quan, vào cổng Tam quan là đến toà Từ bi Bảo Điện và ngay ở trung tâm này là pho tượng Đức Phật Di Lặc cao 3m, được sơn son thiếp vàng. Hai bên là bốn bức tượng Tứ Đại Thiên Vương vô cùng to lớn và tượng thần Thiện và Ác vô cùng oai nghiêm. Phía bên trái của Từ Bi Bảo Điện là bàn xoay kỳ diệu. Đây cũng chính là điều thu hút du khách bốn phương vì sự kỳ diệu của nó.
Phía sau 3 chiếc đỉnh bằng xi măng là tòa Quang Minh bảo điện, là công trình kiến trúc chính của ngôi chùa này. Tòa Quang Minh bảo điện này có hình tứ giác, có cạnh 15m và chiều cao 12m. Bên trong có thờ Tây Phương Tam Thánh bằng gỗ trầm hương gồm các tượng A Di Đà ở giữa, Quan Thế Âm Bồ Tát bên trái và Đại Thế Chí Bồ Tát bên phải.Mỗi pho tượng cao 4m, nặng 1.500 kg, do Hòa thượng Thọ Dã thỉnh từ Hồng Kông về năm 1958. Trên đỉnh mái có hình hai con rồng được sắp xếp theo thế hồi long. Các đầu đao của 2 tầng mái trên và dưới đều có gắn các cặp lưỡng long vươn đầu ra ngoài. Ngoài ra, hai bên tường phía trong Quang Minh bảo điện còn có các tranh vẽ phỏng theo các tích Phật. Nơi đây cũng còn hai tượng Văn Thù và Phổ Hiền ở hai bên vách bảo điện.
Phía sau chùa, sau Quang Minh Bảo Điện - nơi trước đây là cốc của nhà sư Thọ Giã, là một pho tượng Phật Thích Ca đồ sộ, cao trên 10m, đang tọa thiền trên đài sen. Còn tầng dưới là nơi nghỉ ngơi cho khách thập phương tới vãn cảnh chùa. Hiện chùa chỉ có bà Diệu Anh phụ trách hoa, đèn và đọc kinh.

## Giá trị
Chùa mang đậm giá trị và phong cách kiến trúc chùa Hoa và hội quán. Hiện các tăng ni Phật tử trong chùa đều nói tiếng được tiếng Quảng Đông. Đây là điểm tham quan vô cùng hấp dẫn của Lâm Đồng và thành phố Đà Lạt. Chùa mang một phong cách riêng bởi chùa nằm trong không gian vô cùng rộng rãi, thoáng mát, nằm trên một ngọn đồi cao, tách biệt với thành phố Đà Lạt ồn ào.

## Hình ảnh

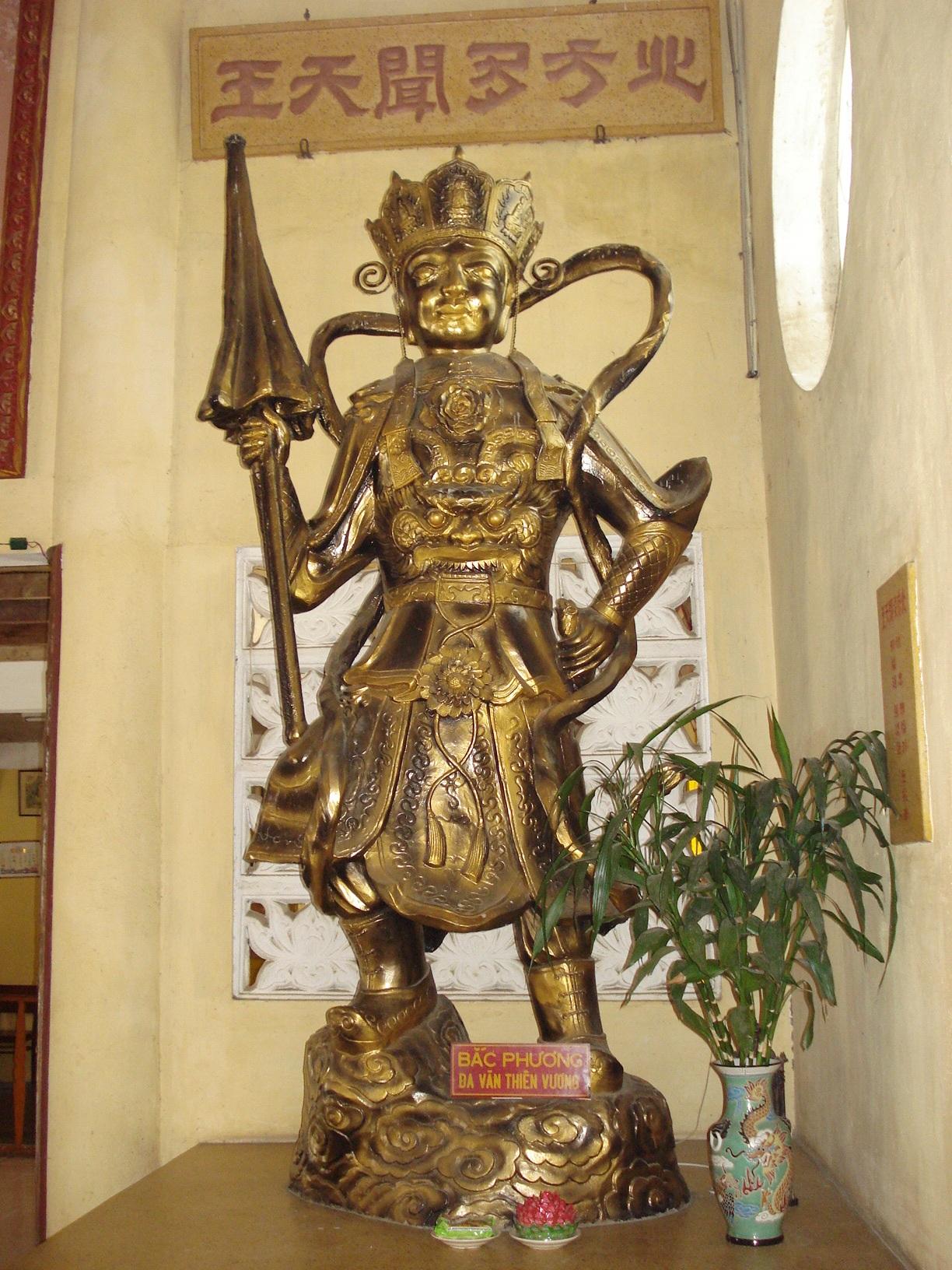
Đa Văn thiên vương
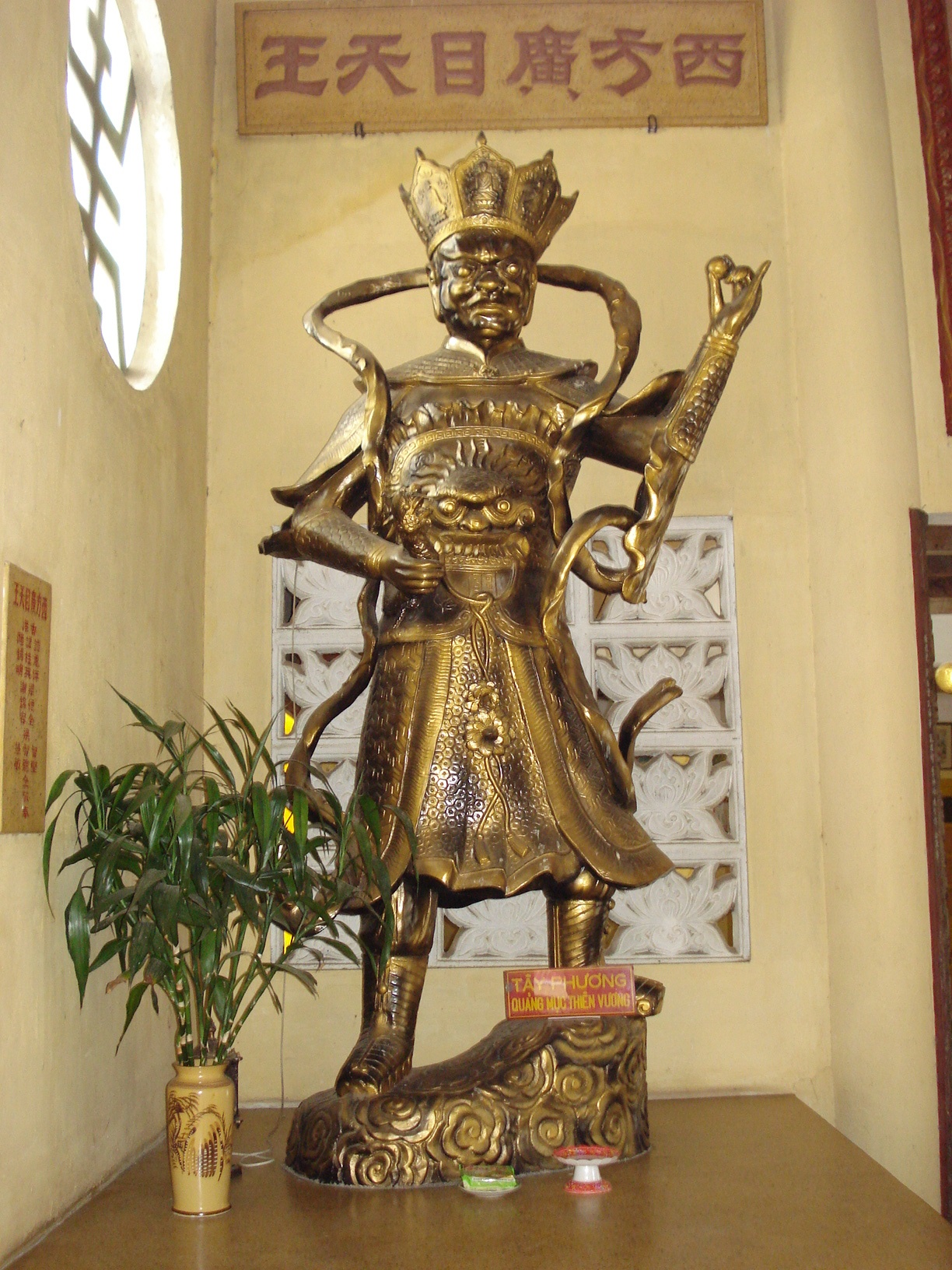
Quảng Mục Thiên vương
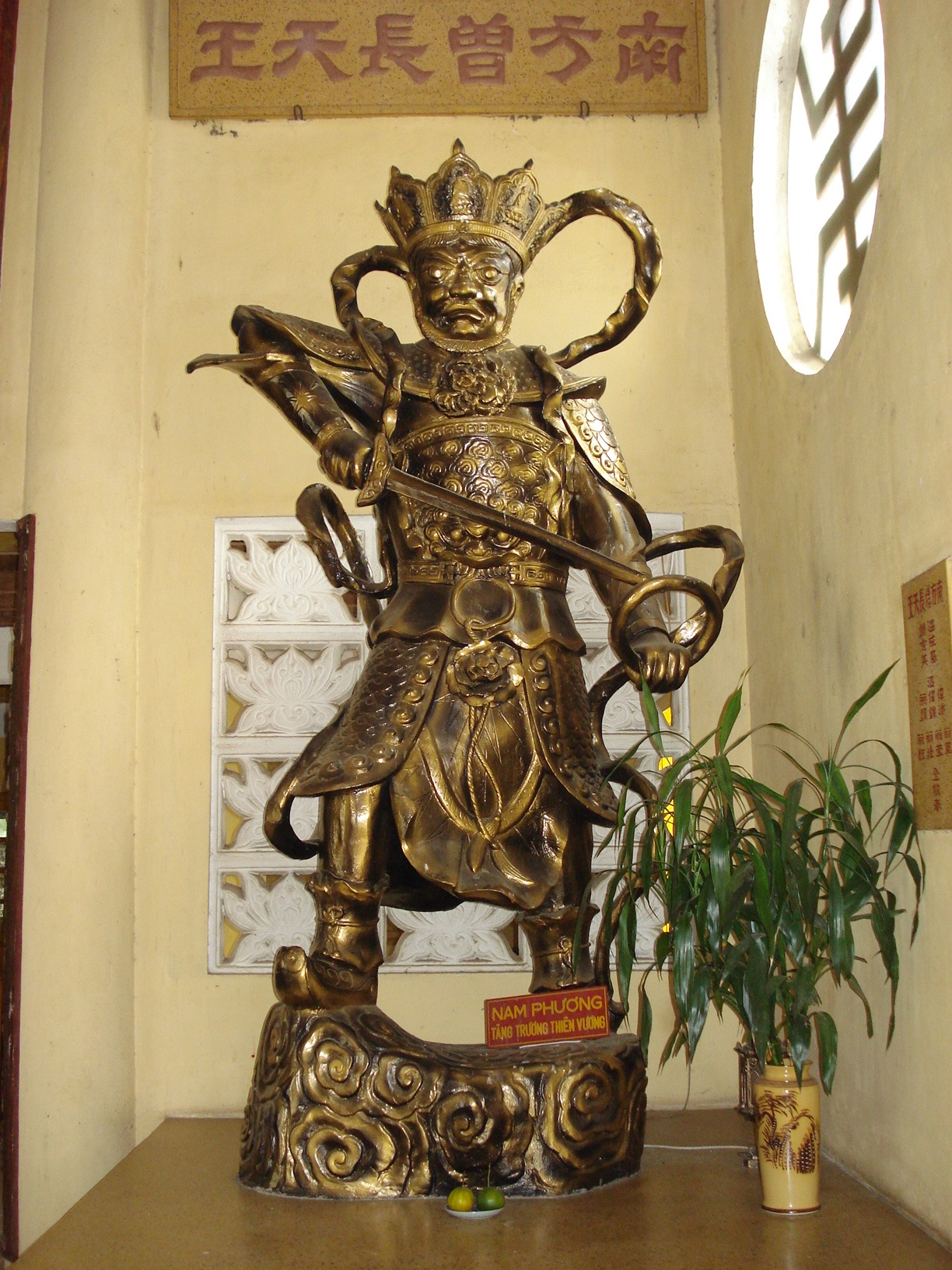
Tăng Trưởng Thiên Vương
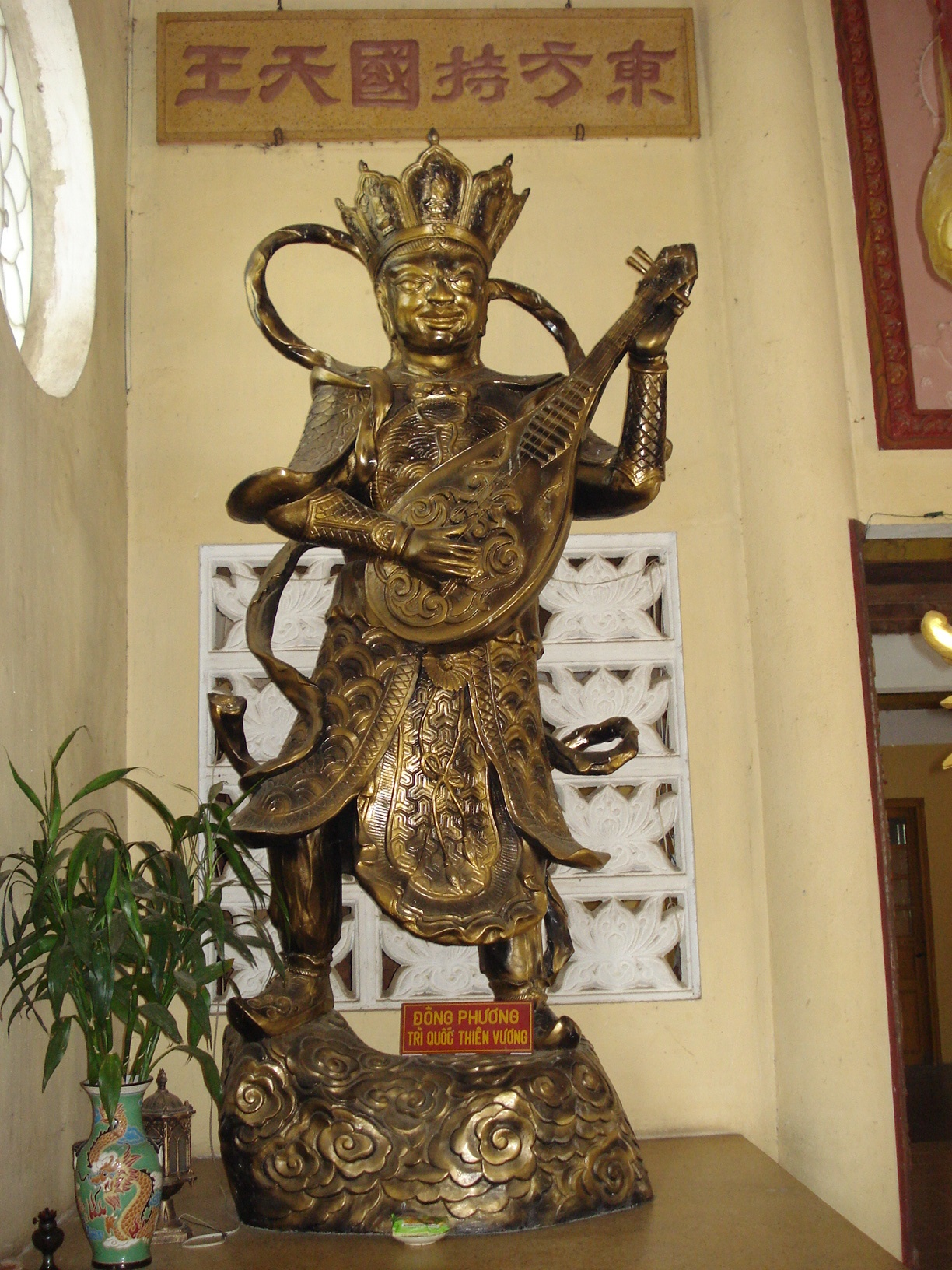
Trì Quốc Thiên Vương

## Tham quan
- Chùa cách thành phố Đà Lạt khoảng 30 phút đi xe buýt từ trung tâm qua những đồi thông.
- Có thể kết hợp chuyến đi tham quan như Vườn hoa Minh Tâm, cùng Thiền viện Vạn Hạnh.
- Tham quan trước 17 giờ, vì sau giờ này, chùa đóng cửa.
- Có dịch vụ cưỡi ngựa lên chùa thay vì leo bộ.